# Paladinos del Valle
Paladinos del Valle es una localidad española del municipio de La Torre del Valle, en la provincia de Zamora, y la comunidad autónoma de Castilla y León.

## Ubicación
Paladinos del Valle se encuentra situada en el norte de la provincia de Zamora, dentro de la comarca de Benavente y Los Valles, integrada como entidad local menor en el municipio de La Torre del Valle.

## Historia
Durante la Edad Media Paladinos del Valle quedó integrado en el Reino de León, siendo en la Edad Moderna una de las poblaciones que formó parte de la provincia de las Tierras del Conde de Benavente, encuadrándose dentro de esta en la Merindad de La Polvorosa y la receptoría de Benavente.
No obstante, al reestructurarse las provincias y crearse las actuales en 1833, Paladinos del Valle pasó a formar parte de la provincia de Zamora, dentro de la Región Leonesa, quedando integrado en 1834 en el partido judicial de Benavente.
Finalmente, en torno a 1850, el antiguo municipio de Paladinos del Valle se integró en el de La Torre del Valle.

## Patrimonio
Tiene en su iglesia su edificio más singular, totalmente realizada en piedra, excepto el campanario que es de nueva creación y realizado en ladrillo.

## Demografía
| 11            | 15 | 17 | 15 | 16 | 13 |
| (Fuente: INE) |    |    |    |    |    |